# Belince
Belince (Hongaars: Belinc, Duits: Bellinz) is een Slowaakse gemeente in de regio Nitra, en maakt deel uit van het district Topoľčany.
Belince telt 304 inwoners.